# Herman Frederik Waterloos
Herman Frederik Waterloos, né en 1625 à Amsterdam où il meurt le 26 juin 1664, est un poète néerlandais. Il est célèbre pour ses commentaires en vers au bas des gravures de ses compatriotes, et notamment pour La Pièce aux cent florins de Rembrandt.

## Biographie
Waterloos, un « zickentrooster », faisait partie, avec notamment Heijmen Dullaert et Willem Schellinks, d'un groupe de poètes actifs à Amsterdam.

## Œuvre

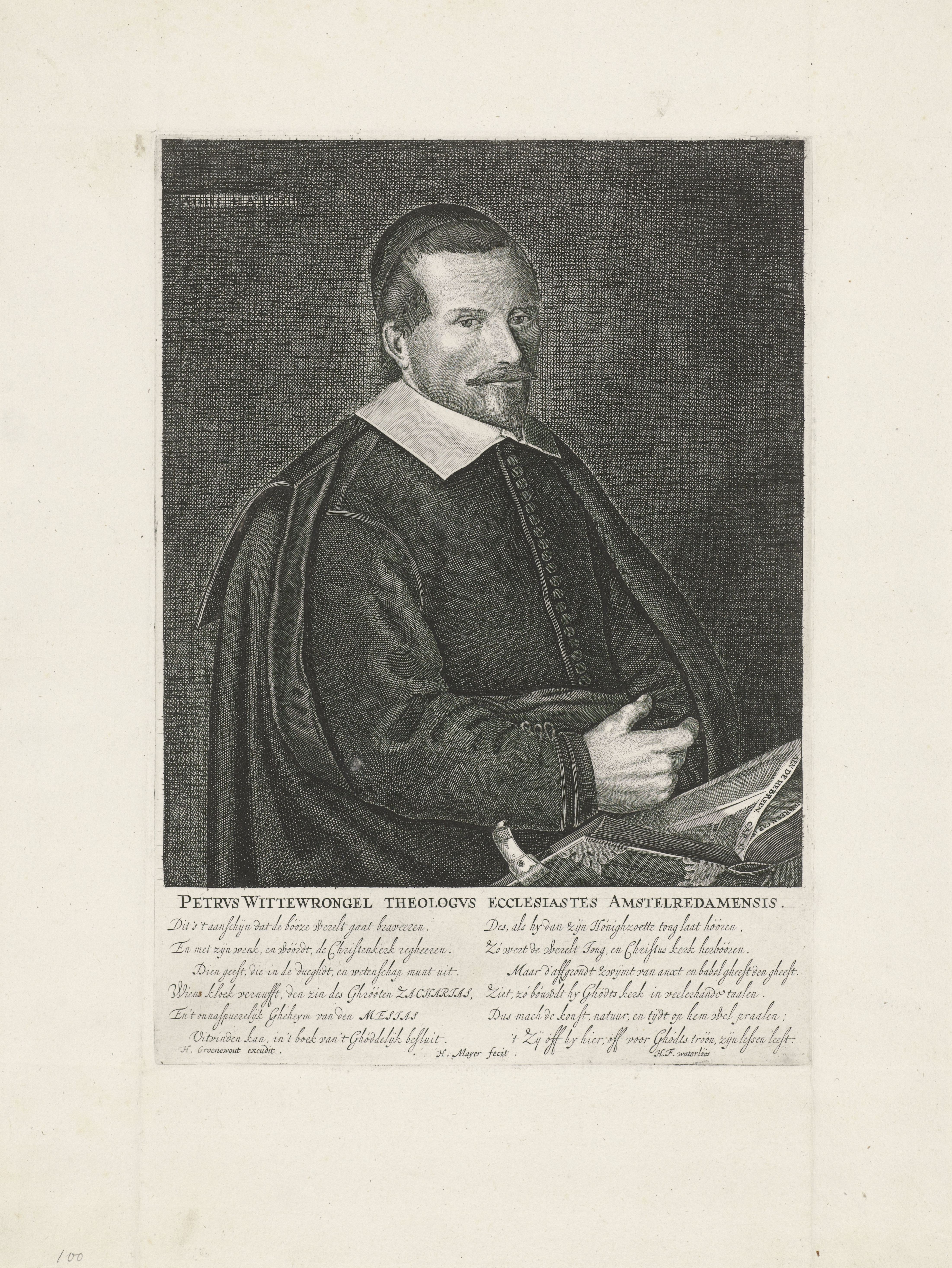
Le Portrait de Petrus Wittewrongel, de Harmen de Mayer (1650) accompagné d'un poème de Waterloos.

Herman Frederik Waterloos a réalisé de nombreux poèmes à partir d'estampes de graveurs néerlandais, notamment :
- Portrait de Casparus de Carpentier, de Jan Brouwer (d) (1654)[5]
- Portrait de Johannes Rulitius, de Harmen de Mayer (d) (1651 - 1701)[6]
- Portrait de Robert Junius (1[7] et 2[8]), de Cornelis Visscher II (1654)
- Portrait de Petrus Wittewrongel, de Harmen de Mayer (1650)[9]
- Portrait de Petrus Wassenburgius, de Hendrik Rokesz. van Dagen (d) (1655)[10]
- Portrait de Caspar de Carpentier d'Anthonie Heeres Sioertsma (it) (1650[11]) et de Jan Brouwer (1657 - 1675[12])
- Portrait de Henricus Geldorp, de Harmen de Mayer (1652)[13]
- Portrait de Rudolphus Petri, de Harmen de Mayer (1649 - 1751)[14]
- Admiraal Maarten Harpertsz. Tromp op triomfwagen, de Cornelis van Dalen II (1653 - 1664)[15]

Ils étaient manuscrits sous les estampes en question.
Le plus célèbre de ses poèmes est celui qu'il a écrit pour La Pièce aux cent florins, de Rembrandt. En effet, il a permis aux historiens de l'art d'identifier le passage de la Bible que Rembrandt cherchait à représenter, à savoir le XIXe chapitre de l'Évangile selon Matthieu :

« Ainsi la pointe de Rembrandt peint d'après la vie le fils de Dieu dans un monde de souffrance, / Tel qu'il y a mille six cents ans déjà il montra les signes des miracles qu'il effectua. Ici, la main de Jésus guérit les malades. Et aux enfants Il donne sa bénédiction (divinement) et punit ceux qui l'en empêchent. Mais (hélas) son disciple le pleure. Et les érudits raillent / La foi des saints qui consacrent le caractère divin du Christ. »

### Publications
- (nl) Constantijn Huygens, Hendrick F. Waterloos et Herman Frederik Waterloos, Ghebruik, en onghebruik van 't orghel, in de kerken der Vereenighde Nederlanden, A. Gerritsz. vanden Heuvel, 1660, 180 p.
- (nl) Herman Frederik Waterloos et Jan Vos, Vergrooting van Amsterdam : uit de Rijmen van den poëet Jan Vos, in rijmelooze reeden gestelt, Jacob Lescaille, 1663, 56 p. (lire en ligne)
- (nl) Herman Frederik Waterloos, « Op alle de Vaerssen en Vonden van den Nederduitschen Poëet Jan Vos », dans Jan Vos, Alle de gedichten, vol. 1, Amsterdam, Jacob Lescailje, 1662 (lire en ligne), **4v
- (nl) Herman Frederik Waterloos, « Op de vermaarde Dichten van den Kunst- en Geestrijcke Jan Vos », dans Jan Vos, Alle de gedichten, vol. 1, Amsterdam, Jacob Lescailje, 1662 (lire en ligne), **3v
- (nl) Herman Frederik Waterloos, « Op alle de VAERSEN en VONDEN* van den Nederduitschen Poëet JAN VOS », dans Jan Vos, Toneelwerken, Amsterdam, Van Gorcum, Assen, 1975 (lire en ligne), p. 474-475